# Aspidolea lindae
Aspidolea lindae är en skalbaggsart som beskrevs av Brett C.Ratcliffe 1977. Aspidolea lindae ingår i släktet Aspidolea och familjen Dynastidae. Inga underarter finns listade.